# 9월 15일
9월 15일은 그레고리력으로 258번째(윤년일 경우 259번째) 날에 해당한다.

## 사건
- 668년 - 동로마 제국 황제 콘스탄스 2세가 이탈리아 시라쿠사의 욕실에서 암살당하다.
- 1835년 - 찰스 다윈이 탄 비글 호가 갈라파고스 제도에 도착하다.
- 1916년 - 제1차 세계 대전: 솜므 전투에서 처음으로 전차가 사용되다.
- 1935년 - 나치 독일, 유대인의 시민권을 박탈하고 갈고리십자 문양을 국기로 하는 뉘른베르크법이 통과되다.
- 1950년 - 한국 전쟁: 06시를 기해 인천 월미도로 인천 상륙 작전을 개시하다.
- 1954년 - 3월 1일의 비키니 환초 수소폭탄 실험에 참가했던 158명 중 11명 갑상선종양에 걸려 2세 유전 등 문제가 됨.
- 1959년 - 니키타 흐루쇼프 소련 공산당 서기장 미국 방문
- 1961년 - 미국, 지하 핵 실험 실시.
- 1966년 - 한국비료 사카린 밀수 사건 정치문제화
- 1975년 - 조총련계 재일한국인 7백 명, 추석성묘차 모국 첫 방문
- 1989년 - 대한민국 노동부, 최저임금제도 실시를 10인 이상 모든 산업체로 확대하는 시행령 개정안 확정
- 2007년 - 민주노동당의 권영길 후보가 경선 결선투표에서 52.74%를 획득함에 따라 심상정 후보를 제치고 민주노동당의 대선 후보가 되었다.
- 2011년 - 서울 시내의 전기 공급이 모두 끊겨 대정전 사태가 발생되었다.
- 2021년 - 알베르토 페르난데스 아르헨티나 대통령 내각의 여러 장관들이 정부의 예비선거에 패배하였고 이후 사임하면서 아르헨티나에 정치적 위기를 촉발시켰다.

## 문화
- 1911년 - 경원선, 용산역 ~ 의정부역 구간이 개통되었다.
- 1954년 - 대한민국에서 3종의 독도 우표 발행.
- 1957년 - 주한미군방송(AFKN) TV 방송개시. (채널 2)
- 1963년 - 대한민국에서 최초의 라면이 판매되었다.
- 1977년 - 고상돈, 한국인으론 처음으로 에베레스트 산 정복, 세계에서 여덟 번째 에베레스트 등정 국가가 됨.
- 2000년 - 시드니 올림픽 개막식에서 대한민국의 선수단과 조선민주주의인민공화국의 선수단이 처음으로 공동입장을 하다.
- 2009년 - 광주종합버스터미널 개장.
- 2015년 - 토비 폭스의 비디오 게임 언더테일이 출시되었다.
- 2018년 - MBC TV 속의 TV가 25년 만에 종영되었다.
- 2020년 - 울산신항선이 개통되었다.
- 2024년 - 대한민국의 기상캐스터 오요안나가 향년 28세의 나이에 자살로 생을 마감했다.

## 탄생
- 601년 - 이슬람의 제4대 정통 칼리파 알리 이븐 아비 탈리브. (~661년)
- 1613년 - 프랑스의 작가 프랑수아 6세 드 라로슈푸코 공작. (~1680년)
- 1787년 - 스위스의 전설적 군인, 스위스 지도 제작자 기욤 앙리 뒤푸르. (~1875년)
- 1789년 - 미국의 소설가 제임스 페니모어 쿠퍼. (~1851년)
- 1857년 - 미국의 27대 대통령 윌리엄 하워드 태프트. (~1930년)
- 1871년 - 대한제국의 군인, 관료, 기업인 이장우. (~1944년)
- 1877년 - 독일의 군인 빌헬름 아담. (~1949년)
- 1882년 - 대한민국의 정치인 이병국. (~1949년)
- 1890년 - 영국의 작가 아가사 크리스티. (~1976년)
- 1894년 - 프랑스의 영화감독 장 르누아르. (~1979년)
- 1904년 - 이탈리아 왕국의 마지막 국왕 움베르토 2세. (~1983년)
- 1907년 - 캐나다의 배우 페이 레이. (~2004년)
- 1925년 - 대한민국의 정치인 양극필. (~2004년)
- 1926년
  - 일본의 영화감독 이마무라 쇼헤이. (~2006년)
  - 프랑스의 수학자, 필즈상 수상자 장피에르 세르.
- 1929년 - 미국의 물리학자 머리 겔만. (~2019년)
- 1931년
  - 대한민국의 종교인 이만희.
  - 대한민국의 정치인 김세배. (~2014년)
- 1937년
  - 대한민국의 정치인 윤석순. (~2021년)
  - 아르헨티나의 정치인 페르난도 데 라 루아. (~2019년)
- 1939년 - 대한민국의 기업인 손경식.
- 1942년 - 중국의 정치인, 국무원 총리 원자바오.
- 1944년 - 대한민국의 배우 이원종.
- 1945년 - 스페인의 배우 카르멘 마우라.
- 1946년
  - 미국의 영화감독 올리버 스톤.
  - 미국의 배우, 영화감독 토미 리 존스.
- 1951년 - 네덜란드의 축구 선수 요한 네이스컨스. (~2024년)
- 1954년 - 대한민국의 가수 혜은이.
- 1956년 - 대한민국의 의원, 정치인 박은수.
- 1958년 - 대한민국의 아나운서 출신 방송기관단체인 유애리.
- 1961년
  - 대한민국의 공무원, 정치인 김기웅.
  - 대한민국의 천주교 성직자 김선태.
- 1963년 - 대한민국의 배우 정경순.
- 1964년
  - 슬로바키아의 정치인 로베르트 피초.
  - 대한민국의 교육자 김태진.
- 1967년
  - 대한민국의 YTN 소속 기자, 앵커 출신 정치인 노종면.
  - 대한민국의 전직 축구 선수, 지도자 서효원.
- 1969년 - 대한민국의 음악가 강현민.
- 1972년
  - 대한민국의 뮤지컬 배우 송남영. (~2017년)
  - 스페인의 국왕 스페인 왕비 레티시아.
  - 영국의 희극인, 배우 지미 카.
- 1974년 - 대한민국의 성우 박경혜.
- 1975년 - 중화인민공화국의 유도 선수 출신 올림픽 지도자 셴둥메이.
- 1976년 - 대한민국의 배우 김준원.
- 1977년
  - 대한민국의 뮤지컬배우 겸 가수 고재근.
  - 대한민국의 방송 기자 모은희.
  - 영국의 배우 톰 하디.
- 1980년 - 타이완의 가수 채의림.
- 1981년
  - 대한민국의 전 야구 선수 조규수.
  - 미국의 성우, 배우, 희극인 벤 슈워츠.
- 1982년
  - 대한민국의 성우 전해리.
  - 스웨덴의 사미인가수 소피아 얀노크.
- 1983년
  - 대한민국의 축구 선수 고창현.
  - 대한민국의 배우 임성언.
  - 일본의 배우, 모델 히라타 유카.
  - 캐나다의 프리스타일 스키 선수 애슐리 매키버.
- 1985년
  - 대한민국의 골프 선수 김태훈.
  - 미국의 포르노 배우 케이든 크로스.
- 1986년
  - 대한민국의 아나운서 조정식.
  - 일본의 가수 VALSHE.
- 1987년 - 대한민국의 레이싱 모델 이다희.
- 1988년
  - 대한민국의 배우 김하린.
  - 대한민국의 배우 류아벨.
  - 대한민국의 레이싱 모델 한송이.
- 1989년
  - 세네갈의 축구 선수 살리우 시스.
  - 쿠바의 권투 선수 야스니엘 톨레도.
- 1990년
  - 미국의 배우 맷 시블리.
  - 오스트레일리아의 축구 선수 에런 무이.
  - 대한민국의 골프 선수 이민아.
- 1991년
  - 대한민국의 가수 이정신 (씨엔블루).
  - 대한민국의 가수 홍성호.
  - 대한민국의 모델, 무용가 박다영.
- 1992년
  - 아르헨티나의 가수 EaJ (DAY6).
  - 사우디아라비아의 축구 선수 모함메드 알브레이크.
- 1993년
  - 대한민국의 가수 손승연.
  - 대한민국의 전 인터넷 방송인, 도박사범 신태일.
  - 대한민국의 가수 이로운.
- 1994년 - 대한민국의 가수 이주혁.
- 1995년 - 대한민국의 리그 오브 레전드 프로게이머 프로핏.
- 1996년 - 일본의 배우 요코하마 류세이.
- 1997년 - 대한민국의 온라인콘텐츠창작가 장수빈.
- 1998년 - 대한민국의 축구 선수 김강산.
- 1999년 - 일본의 가수 오오와다 나나.
- 2000년
  - 호주의 래퍼 필릭스 (스트레이 키즈).
  - 대한민국의 배우 이채민.
  - 대한민국의 야구 선수 김동혁.
- 2001년 - 일본의 축구 선수 아유카와 슌.
- 2002년 - 대한민국의 바둑 기사 김노경.
- 2003년 - 대한민국의 야구 선수 한태양.
- 2004년 - 루마니아의 수영 선수 다비드 포포비치.
- 2006년
  - 대한민국의 배우 장서희.
  - 대한민국의 프리스타일 스키 선수 문희성.
- 2007년 - 대한민국의 배우 고우림.
- 2008년 - 대한민국의 배우 김규리.

### 미상
- 대한민국의 가수 스눅. (맥거핀)

## 사망
- 668년 - 동로마 제국 황제 콘스탄스 2세. (630년~)
- 1910년 - 구한말 독립운동가 오성술. (1884년~)
- 1924년 - 미국의 야구인 프랭크 챈스. (1876년~)
- 1938년 - 미국의 소설가 토머스 울프. (1900년~)
- 1944년 - 대한민국의 독립운동가 권병덕. (1868년~)
- 1973년 - 스웨덴의 국왕 구스타프 6세 아돌프. (1882년~)
- 2000년 - 대한민국의 정치인 심봉섭. (1930년~)
- 2017년 - 미국의 배우 해리 딘 스탠턴. (1926년~)
- 2018년
  - 대한민국의 시인 양채영. (1935년~)
  - 일본의 배우 키키 키린. (1943년~)
- 2019년 - 미국의 가수 릭 오케이섹. (1944년~)
- 2020년
  - 스릅스카 공화국의 정치인 몸칠로 크라이슈니크. (1945년~)
  - 말리의 정치인 무사 트라오레. (1936년~)
- 2021년 - 아일랜드의 영화배우 가번 오헐리히. (1951년~)
- 2022년
  - 대한민국의 야구 선수, 야구 감독 이재환. (1941년~)
  - 미국의 철학자 솔 크립키. (1940년~)
- 2023년
  - 조선민주주의인민공화국의 정치인 김일철. (1930년~)
  - 미국의 영화배우 빌리 밀러. (1979년~)
  - 콜롬비아의 조각가 페르난도 보테로. (1932년~)
- 2024년
  - 대한민국의 기상캐스터 김동완. (1935년~)
  - 대한민국의 정치인 남태희. (1934년~)
  - 대한민국의 기상캐스터 오요안나. (1996년~)
  - 레바논의 소설가 일라이어스 코리. (1948년~)
  - 미국의 음악가 티토 잭슨. (1953년~)
  - 대한민국의 정치인 조경목. (1937년~)

## 기념일
- 세계 민주주의의 날(International Day of Democracy)
- 프리머니 데이(Free Money Day)
- 세계림프종 인식의 날(World Lymphoma Awareness Day)
- 추석 - 1970년, 2016년, 2027년, 2046년, 2065년

## 같이 보기
- 전날: 9월 14일 다음날: 9월 16일 - 전달: 8월 15일 다음달: 10월 15일
- 음력: 9월 15일
- 모두 보기